# 아홉 악기를 위한 협주곡 (베베른)
안톤 베베른의 《아홉 악기를 위한 협주곡 작품 번호 24》(독일어: Konzert für neun Instrumente)는 1934년에 작곡된 플루트, 오보에, 클라리넷, 호른, 트럼펫, 트롬본, 바이올린, 비올라, 피아노 등 9개의 악기를 위한 12음 협주곡이다. 세 가지 악장으로 구성되었다.
1. Etwas lebhaft
2. Sehr langsam
3. Sehr rasch